# Epigonus devaneyi
Epigonus devaneyi és una espècie de peix pertanyent a la família dels epigònids.

## Descripció
- 7 espines i 10 radis tous a l'aleta dorsal.
- Escates grans.
- No té cap espina a l'opercle.
- Sense dents a la llengua.[5][6]

## Hàbitat
És un peix marí, mesobentònic-pelàgic i batidemersal que viu entre 311 i 347 m de fondària sobre el fons marí principalment.

## Distribució geogràfica
Es troba al Pacífic oriental central: les illes Hawaii.

## Observacions
És inofensiu per als humans.